# Érica Farías
Érica Anabella Farías, apodada La Pantera (Virreyes, 13 de julio de 1984), es una boxeadora argentina. En 2011 se consagró campeona mundial ligera del WBC, y en 2014 ganó el campeonato mundial superligero del WBC. Lleva una marca de 26 victorias y cuatro derrotas ante Delfine Persoon, Cecilia Brækhus y Jessica McCaskill.

## Biografía
Debutó como profesional el 25 de julio de 2009 en la Federación Argentina de Box de Buenos Aires, (aunque reside en Córdoba), ganando por puntos contra Betiana Patricia Vinas.
El 28 de noviembre de 2009 obtuvo el título sudamericano (FAB) de peso super pluma al vencer por nockout a Vannessa Guimaraes, en Paraná.
El 8 de mayo de 2010 es designada campeona mundial interina de peso ligero de la WBC, al vencer por nockout a Darys Esther Pardo en el Polideportivo Troncos del Talar de Pacheco.
El 6 de agosto de 2011 se consagró campeona mundial de peso ligero del WBC, al vencer a Ann Saccurato por decisión técnica. Con posterioridad a esta pelea defendió, hasta noviembre de 2013, siete veces con éxito la corona, con dos nockouts.
El 20 de abril de 2014, Farías no pudo retener su título mundial femenino de peso ligero del WBC, cayendo como visitante ante la belga Delfine Persoon por decisión unánime.
El 15 de noviembre de 2014 "La Pantera" obtuvo el título superligero del Consejo Mundial de Boxeo (CMB) luego de vencer a su compatriota Alejandra Oliveras por fallo dividido.
El 30 de julio de 2016 venció a Victoria Bustos por decisión unánime.
El 9 de junio de 2017 perdió como visitante ante la noruega Cecilia Brækhus por decisión unánime.
Farías perdió dos veces como visitante ante la estadounidense Jessica McCaskill el 6 de octubre de 2018 (decisión unánime) y el 12 de octubre de 2019 (decisión mayoritaria).